# Хосе Хіраль
Хосе Хіраль Перейра (ісп. José Giral Pereira; 22 жовтня 1879 — 23 грудня 1962) — іспанський науковець і політик кубинського походження, голова уряду Другої республіки на початку громадянської війни.

## Життєпис
Народився на Кубі, його батько був іспанцем, а мати кубинкою. Закінчив інститут кардинала Сіснероса та Мадридський університет. 1902 року здобув докторський ступінь з хімії, а 1904 року — диплом фармацевта. Працював у різних мадридських лабораторіях, 1903 року став одним із засновників Іспанського фізико-хімічного товариства. Від 1904 працював на фармацевтичному факультеті в alma mater, а наступного року став професором кафедри органічної хімії в університету Саламанки. Пізніше вивчав організацію наукових досліджень у Франції.
Одночасно Хіраль займався політичною діяльністю. Він мав ліволіберальні погляди, був прибічником широких реформ, у тому числі відокремлення церкви від держави. 1917 року був заарештований під час загального страйку. Другом Хосе Хіраля був Мануель Асанья, лідер партії Республіканська дія, установчі збори якої відбувались в аптеці Хіраля, який став одним з відомих діячів як Республіканської дії, так і створеного на її базі Республіканського об'єднання, а від 1934 року — Лівореспубліканської партії (її лідером також став Асанья, а Хіраль увійшов до складу національної ради).
Хіраль не припиняв займатись науковою діяльністю. 1928 року він став професором біохімії в Центральному університеті Мадрида. Також він очолював секцію точних, фізичних і природничих наук в Атенеумі — мадридському літературному, науковому й художньому товаристві, президентом якого 1930 року став Асанья. Хіраля заарештовували за його політичну діяльність як за часів диктатури генерала Прімо де Рівери (1923—1930), так і за врядування генерала Дамасо Беренгера 1930.
Після проголошення Другої республіки 1931 року Хіраль став депутатом кортесів. Того ж року він став радником уряду й ректором Центрального університету Мадрида. Від жовтня 1931 до вересня 1933 та від лютого 1936 року обіймав посаду морського міністра. На тій посаді займався військовими реформами, значно збільшив зарплатню військовослужбовцям. 25 квітня 1935 року був обраний членом Національної медичної академії.
Під час виступів націоналістично налаштованих військовиків 18 липня 1936 року Хіраль віддав наказ флоту виступити на боці уряду. Більшість офіцерів відмовились виконувати той наказ, але більша частина матросів підтримали Народний фронт Хіраля, в результаті чого значна частина флоту лишилась на боці республіки, причому антиреспубліканськи налаштовані офіцери були вбиті чи заарештовані. 19 липня Хіраль отримав пост глави уряду, залишивши за собою посаду морського міністра. Його уряд санкціонував озброєння народних мас. Окрім того було започатковано народні суди, заборонено анти республіканські організації, переформовано жандармерію на Національну республіканську гвардію та встановлено контроль над підприємствами, які залишили їхні власники. Хіраль не зміг домогтись підтримки свого уряду з боку європейських демократій. Не отримавши допомоги від Франції, він звернувся по неї до СРСР. Військові поразки, а також той факт, що Хіраль був надто поміркованим політиком, привели до різкого зниження його популярності та падіння його уряду на початку вересня 1936 року.
До 1937 року Хіраль був міністром без портфеля в кабінеті Ларго Кабальєро, у 1937—1938 роках обіймав посаду міністра закордонних справ в уряді Хуана Негріна, потім знову був міністром без портфеля. Після поразки республіканців 1939 року Хіраль, як і Асанья, з яким він продовжував підтримувати дружні стосунки, емігрував до Франції. Звідти Хіраль невдовзі переїхав до Мексики.
У Мексиці Хіраль був професором біохімії в Політехнічному інституті та в Національному автономному університеті в Мехіко. У вересні 1945 року він очолив уряд Іспанської республіки в екзині (до 1947).